# Tardu
El Tardu o Tardush Yabghu fue el segundo yabgu de la mitad occidental del Kanato turco (c. 575-603), y el noveno del Kanato túrquico oriental (599-603). Era el hijo de Istami.

## Nombres
El nombre del rey en  turco era Tardus, en turco antiguo:𐱃𐰺𐰑𐰆𐱁, en griego medieval: Ταρδου, 達頭可汗/达头可汗, Pinyin: dátóu kěhàn,  Wade-Giles: ta-t'ou k'o-han, nombre personal: 阿史那玷厥, āshǐnà diànjué, a-shih-na tien-chüeh. Según Lev Gumilev su nombre personal era Kara-Churin-Turk (Кара Чурин Тюрк).  Sin embargo, cuando subyugó a la mitad oriental después de la muerte de Tulan Qaghan, asumió el nombre de rey Bilge (Wise) Khagan.

## Antecedentes
El kanato turco era un vasto kanato o imperio; desde Manchuria y la muralla china hasta el Mar Negro. Era imposible gobernar todo el kanato desde una sola capital. Así que mientras que la parte oriental estaba directamente gobernada por el kan  o emperador, la parte occidental estaba gobernada por un yabgu o vasallo en nombre del kan. La capital del oeste era Suyab (actual Kirguistán). Istemi, que era el hermano del kan, fue el primero y Tardu (hijo de Istemi) el segundo yabgu.

## Años de guerra civil
Tardu se convirtió en el yabgu en el año 575. En ese año conoció al embajador bizantino Valentinio. Siendo un yabgu muy ambicioso, planeaba tomar el poder en todo el kate. Vio su oportunidad en el 581 cuando Kan Taspar murió. Taspar había anunciado su preferencia por Talopien, hijo de Mukan Khagan, en lugar de su hijo Anluo. Pero el Göktürk Kurultai, consejo de líderes tribales, que estaba autorizado para nombrar al nuevo kan rechazó la voluntad del anterior kan y nombró al hijo del anterior kan quien a su vez reconoció a Ishbara Qaghan como el nuevo kan. Esto dio a Tardu la causa necesaria para interferir. Envió un ejército para apoyar a Talopien. Ishbara solicitó la protección de la Dinastía Sui y ambos contendientes se enfrentaron entre sí por China.

## Años después
Mientras que la parte este del kanate sufría una guerra civil, Tardu esperaba un momento adecuado para realizar sus planes. Después de la batalla del Blarathon en 591 contra el Imperio sasánida, Bahram VI, que fue un emprendedor sasánida de corto reinado, buscó asilo en los turcos occidentales.
En 599 Tardu se declaró a sí mismo como kan del kanato unido (este y oeste). Pero su nuevo estatus no fue reconocido ampliamente. Probablemente para persuadir al kurultay, comenzó una campaña contra China. Pero a diferencia de los turcos de la parte oriental, su objetivo de campaña estaba demasiado lejos y su ejército sufrió intensamente a causa de los pozos de agua envenenados durante la larga expedición a través de la estepa. Finalmente, tuvo que retroceder sin combates serios. Pero esta derrota fue desastrosa para él. Después de una rebelión de sus súbditos, desapareció de la escena ya que, probablemente, fue asesinado en 603 o 604.
Fue sucedido en el oeste por Niri Qaghan, un hijo de Talopien.

## Familia
Fue padre de Tulu (都六) y de Külüg Sibir. Sheguy y Tong Yabghu fueron sus nietos a través de Tulu.
| Predecesor: Istami | Qaghans de los kanatos túrquicos 575–599 | Sucesor: Niri Qaghan como kan |

| Predecesor: Tulan Qaghan | Qaghans de los kanatos túrquicos 599–603 | Sucesor: Yami Qaghan como kan |